# جياوان (فولاد لوي الجنوبي)
جیاوان (بالفارسية: جیاوان) هي قرية تقع في إيران في أردبيل. يقدر عدد سكانها بـ 167 نسمة بحسب إحصاء 2016.